# Григорович Дмитро Васильович
Дмитро́ Васи́льович Григоро́вич (рос. Дмитрий Васильевич Григорович; *31 березня 1822, місто Симбірськ, тепер Ульяновськ — пом. 22 грудня (3 січня) 1900, Санкт-Петербург) — російський письменник і мистецтвознавець.
У 1836–1840 роках навчався в Петербурзькій академії мистецтв, де зблизився з Тарасом Шевченком.
У «Літературних спогадах» (1893) розповів про зустрічі з Тарасом Шевченком, Євгеном Гребінкою, іншими українськими письменниками.